# Seattle Construction and Drydock Company
La Seattle Construction and Drydock Company est une ancienne entreprise de construction navale basée à Seattle, dans l'État de Washington. Entre 1911 et 1918, l'entreprise construit un nombre important de navires à des fins commerciales et militaires. Au début du XXe siècle, jusqu'à ce que son importance soit diluée par l'émergence d'un certain nombre de chantiers navals pendant le boom de la construction navale de la Première Guerre mondiale, ce fut l'une des plus grandes entreprises de construction navale de Seattle et l'un des rares chantiers navals importants le long de la côte ouest des États-Unis, juste derrière l'Union Iron Works à San Francisco.
William Henry Todd, qui avait fait fortune dans la construction navale sur la côte Est, devient l'actionnaire majoritaire de l'entreprise en 1916 mais quitte finalement les lieux pour ouvrir son propre chantier naval à proximité. Ayant loué de 1916 à 1917 une partie de leurs installations au nouveau chantier naval Skinner & Eddy (en) (qui achète finalement des terrains pour réaliser ses propres usines le jour de l'entrée en guerre des États-Unis, la Seattle Construction and Drydock company est finalement rachetée par ce concurrent en juin 1918 après que ce dernier ait engrangé des profits importants pour avoir fourni en un temps record des navires marchands à l'Emergency Fleet Corporation (EFC) de l'United States Shipping Board. Après avoir opéré de concert les deux usines, il doit céder son acquisition à l'EFC à la suite d'un défaut de paiement.
Skinner & Eddy fermera finalement ses portes en 1923 et les installations construites par ce dernier sont rasées tandis que les équipements (rampes de lancement et carènes flottantes) sont vendues à la Schnitzer and Wolf Machinery Co.
Appartenant au port de Seattle, les terrains inutilisés sont investis par le plus grand Hooverville (bidonville) de Seattle durant la Grande Dépression. Finalement, durant la Seconde Guerre, ils deviennent la division "Seattle" de la Seattle-Tacoma Shipbuilding Corporation.